# Лучинець
Лучи́нець — село в Україні, у Вендичанській селищній громаді Могилів-Подільського району Вінницької області. Населення становить 978 осіб.

## Географія
У селі річка Голова впадає у Немию, ліву притоку Дністра.

## Історія
В кінці XVIII на початку XIX століття в Лучинці збудовано садибу Луки Уруського (Łukasza Uruskiego). Споруда знана лише з малюнків Наполеона Орди.
7 (20) листопада 1917 року, відповідно до Третього Універсалу Української Центральної Ради, увійшло до складу Української Народної Республіки.
З 7 березня 1923 по 3 лютого 1931 року — центр Лучинецького району.
Рішенням виконкому Вінницької обласної ради від 6.7.1957 «Про уточнення обліку населених пунктів» до Лучинця приєднано село Громівку та хутір Йосипівку.
9 травня 2014 року у селі невідомими спалено пам'ятник Леніну.
12 червня 2020 року, відповідно до Розпорядження Кабінету Міністрів України від № 707-р «Про визначення адміністративних центрів та затвердження територій територіальних громад Вінницької області», увійшло до складу Вендичанської селищної громади.
19 липня 2020 року, в результаті адміністративно-територіальної реформи та ліквідації Могилів-Подільського району (1923 — 2020), село увійшло до складу новоутвореного Могилів-Подільського району.

## Населення

### Мова
Розподіл населення за рідною мовою за даними перепису 2001 року:
| Мова       | Кількість | Відсоток |
| ---------- | --------- | -------- |
| українська | 967       | 98.88%   |
| російська  | 10        | 1.02%    |
| польська   | 1         | 0.10%    |
| Усього     | 978       | 100%     |

## Люди
В селі народилися:
- Бондар Георгій Герасимович (1919—1945), Герой Радянського Союзу
- Грабський Марат Никифорович — український залізничник, начальник Львівської залізниці, депутат Верховної Ради УРСР 11 скликання.
- Дядинюк Василь (1900 — 1944) — художник, майстер сакрального мистецтва, графік, педагог.
- Зеніна Алла Миколаївна (1930 — 1966) — історик.

## Галерея

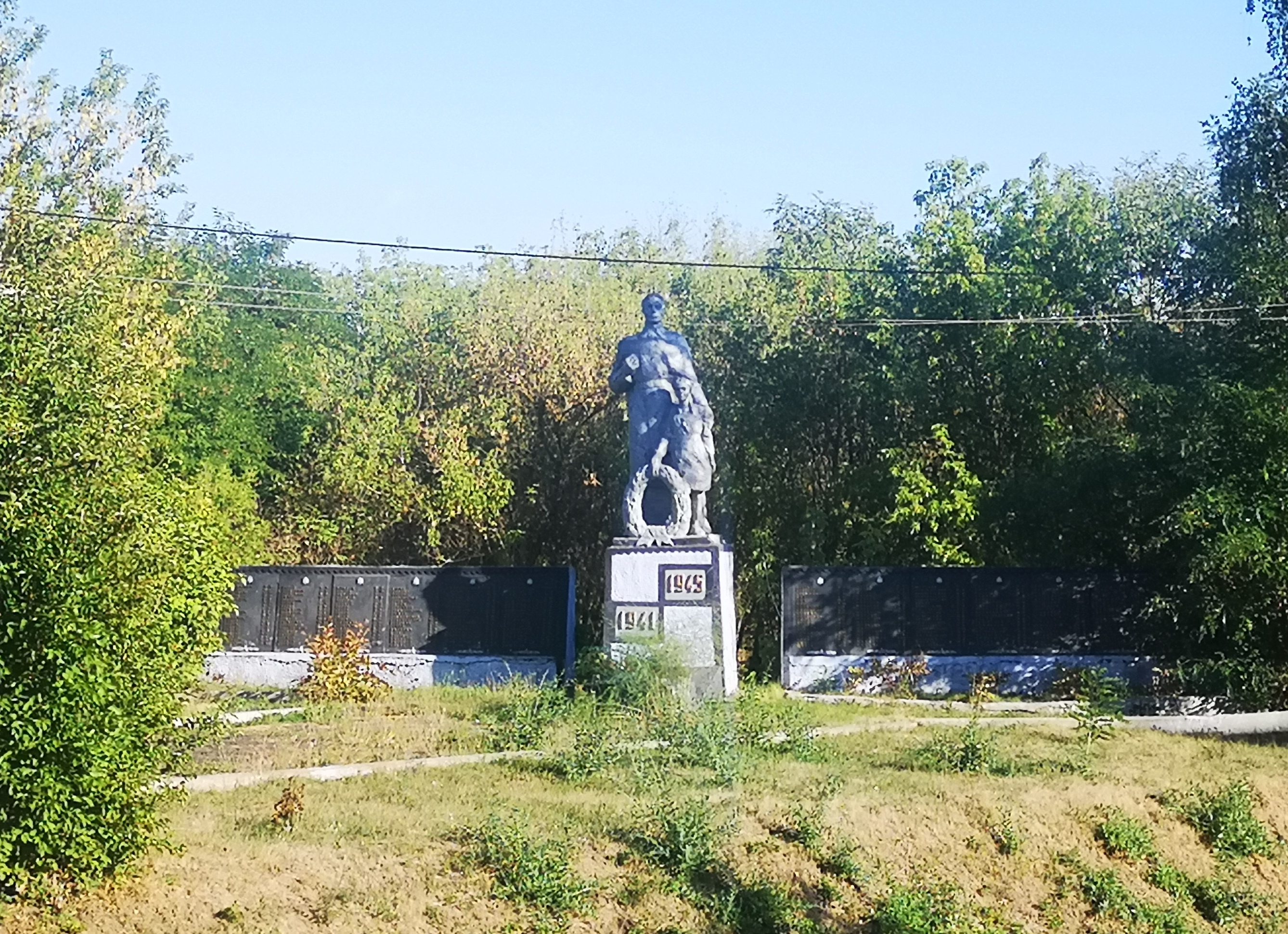
Пам'ятник 234 воїнам-односельчанам, загиблим на фронтах ДСВ
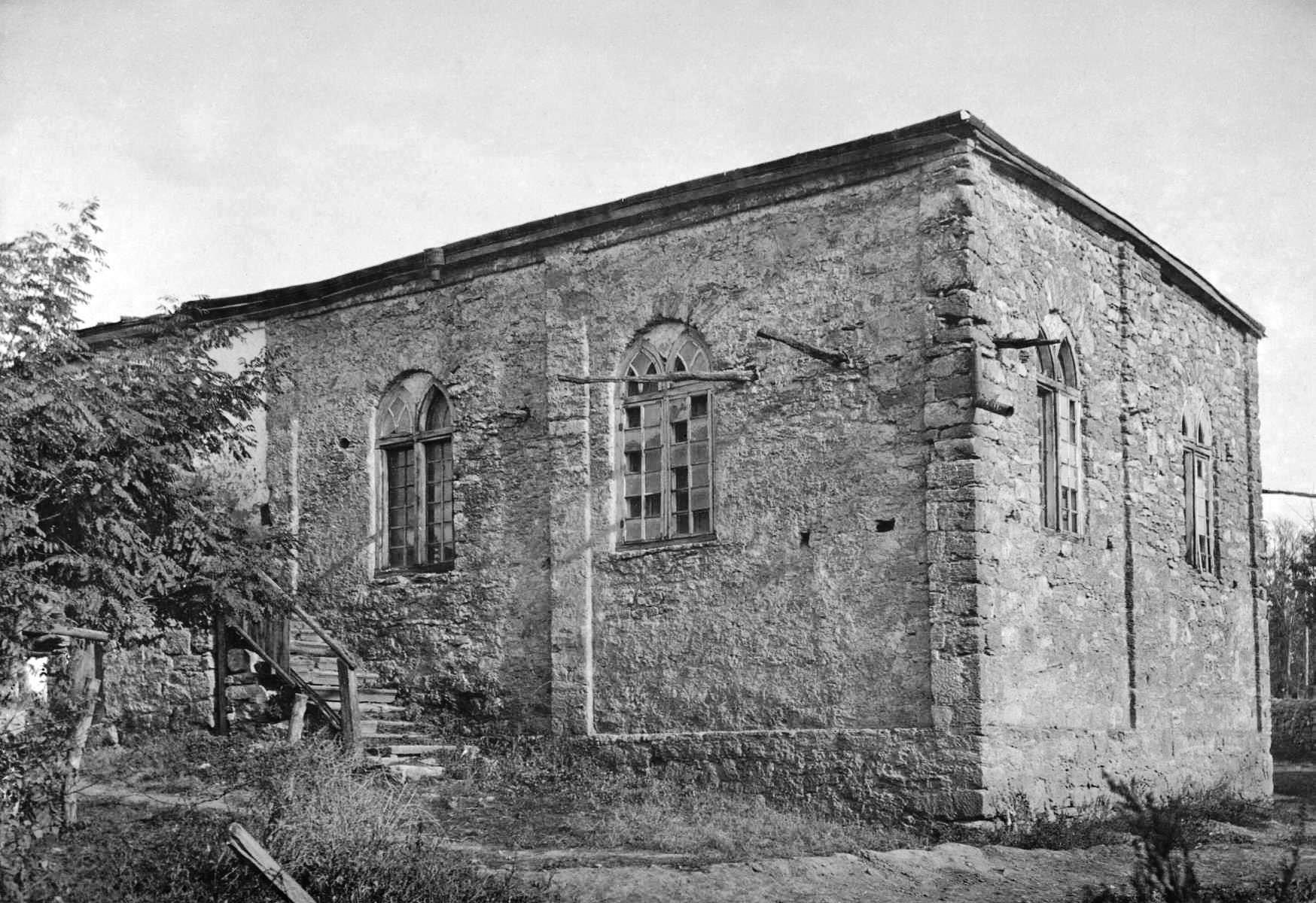
Синагога